# Helmut Zuzak
Helmut Zuzak (* 14. März 1913 in Marienburg/Westpreußen; † 31. August 2007 in Trier) war ein deutscher Arzt.
Er praktizierte als niedergelassener Facharzt für Frauenheilkunde und Geburtshilfe von 1954 bis 1993 in Trier an der Mosel. Er war weiterhin ärztlicher Leiter des eigenen zytologischen Institutes, welches er Anfang der 1960er-Jahre als eines der ersten in Rheinland-Pfalz einrichtete. In diesem Zusammenhang wurde er als Mitglied der internationalen Akademie für Zytologie (MIAC) mit Sitz in Quebec/Kanada aufgenommen.

## Werdegang
Sein Medizinstudium leistete er vorwiegend an der Philipps-Universität Marburg und promovierte an selbiger 1943 mit dem Thema „Die physiologische Beeinflussbarkeit des Komplementtiters durch Vitamin K“.
Nach Assistenz in der Frauenklinik Marburg wurde er 1950 Oberarzt am Herz-Jesu-Krankenhaus in Trier und ließ sich 1954 als Gynäkologe zunächst in der Saarstraße, später in der Südallee und schließlich in der Friedrich-Wilhelm-Straße 22 nieder. Hier befand sich auch das zytologische Institut.

## Engagements und Würdigungen
1978 erhielt er für Verdienste um die ärztliche Fortbildung von der Bundesärztekammer die Ernst-von-Bergmann-Plakette, die verdienten Persönlichkeiten des In- und Auslandes als Dank und Anerkennung verliehen wird. Sein Engagement und zahllose Vorträge zur Bedeutung der Zytologie bei der Krebsvorsorge in Zusammenhang mit ärztlichen Fortbildungsveranstaltungen der Bezirksärztekammer Trier zeichneten sein Wirken über die Grenzen Triers hinaus aus. 1987 wurde er zum Kreisverbandsarzt des Deutschen Roten Kreuzes ernannt.
Helmut Zuzak war unter anderem über 40 Jahre im Berufsverband der Frauenärzte engagiert und Mitglied im Chefarztverband. Sein 50-jähriges Doktorjubiläum wurde mit der Erneuerung der Doktorwürde durch die Philipps-Universität Marburg 1994 geehrt. Helmut Zuzak stellte im Januar 1993 die aktive Praktizierung ein. Bis kurz vor seinem Tod im Jahre 2007 bildete er sich weiterhin persönlich fort und stand mit seinem ärztlichen Rat weiterhin zur Verfügung.